# Lliga paraguaiana de futbol
La lliga paraguaiana de futbol (Liga Paraguaya, també coneguda com a División Profesional) és la màxima competició futbolística del Paraguai. La màxima categoria és la Primera División Paraguaya.
És organitzada per l'Asociación Paraguaya de Fútbol. Actualment (2023) hi prenen part 12 equips.

## Història
La lliga paraguaiana es disputà per primer cop l'any 1906, per iniciativa del director del diari El Diario, Adolfo Riquelme, el qual reuní el 18 de juny de 1906 a representants dels cinc clubs existents aleshores al país Olimpia, Guaraní, Libertad, General Díaz i Nacional per crear un òrgan de govern per al futbol paraguaià, la Liga Paraguaya de Fútbol (més tard transformada en Asociación Paraguaya de Fútbol). Els representants eren William Paats i Junio Godoy (Olimpia) Ramón Caballero, Manuel Bella i Salvador Melián (Guaraní), Juan Escalada (Libertad), César Urdapilleta (General Díaz), i Vicente Gadea (Nacional). La lliga finalitzà amb el Club Guaraní coronat com a primer campió el 1906, després de derrotar l'Olimpia a la final. El campionat esdevingué professional el 1935.
Actualment el campionat es divideix en dues fases, el torneig Apertura i el Clausura. Els vencedors dels dos torneigs s'enfronten en un play-off per decidir el campió de Paraguai. Si un mateix equip guanya les dues fases, automàticament esdevé el campió nacional. A partir del 2008, aquest play-off s'elimina i cada campió serà campió nacional independentment, hi haurà, per tant, dos campions cada any.
L'equip amb pitjor mitjana de punts dels darrers tres anys baixa a la Segona Divisió de la lliga paraguaiana de futbol, i el segon disputa una eliminatòria de descens contra el segon de segona.

## Club participants en la temporada 2018
| Equip             | Entrenador         | Ciutat           | Estadi                     | Capacitat |
| ----------------- | ------------------ | ---------------- | -------------------------- | --------- |
| 3 de Febrero      | Marcio Marolla     | Ciudad del Este  | Antonio Aranda             | 23,500    |
| Cerro Porteño     | Leonel Álvarez     | Asunción         | General Pablo Rojas        | 45,000    |
| Deportivo Capiatá | Gustavo Florentín  | Capiatá          | Lic. Erico Galeano Segovia | 10,000    |
| Deportivo Santaní | Pedro Sarabia      | San Estanislao   | Juan José Vázquez          | 8,000     |
| General Díaz      | Aldo Bobadilla     | Luque (Paraguai) | General Adrián Jara        | 3,500     |
| Guaraní           | Sebastián Saja     | Asunción         | Rogelio Livieres           | 6,000     |
| Independiente     | Pablo Caballero    | Asunción         | Ricardo Gregor             | 1,500     |
| Libertad          | Fernando Jubero    | Asunción         | Dr. Nicolás Leoz           | 10,000    |
| Nacional          | Celso Ayala        | Asunción         | Arsenio Erico              | 4,000     |
| Olimpia           | Daniel Garnero     | Asunción         | Manuel Ferreira            | 15,000    |
| Sol de América    | Héctor Marecos     | Villa Elisa      | Luis Alfonso Giagni        | 5,000     |
| Sportivo Luqueño  | Javier Sanguinetti | Luque (Paraguai) | Feliciano Cáceres          | 25,000    |

## Historial
Font:

### Època amateur
- 1906:  Guaraní (1)
- 1907:  Guaraní (2)
- 1908: no es disputà (1)
- 1909:  Nacional (1)
- 1910:  Libertad (1)
- 1911:  Nacional (2)
- 1912:  Olimpia (1)
- 1913:  Cerro Porteño (1)
- 1914:  Olimpia (2)
- 1915:  Cerro Porteño (2)
- 1916:  Olimpia (3)
- 1917:  Libertad (2)
- 1918:  Cerro Porteño (3)
- 1919:  Cerro Porteño (4)
- 1920:  Libertad (3)
- 1921:  Guaraní (3)
- 1922: no es disputà (2)
- 1923:  Guaraní (4)
- 1924:  Nacional (3)
- 1925:  Olimpia (4)
- 1926:  Nacional (4)
- 1927:  Olimpia (5)
- 1928:  Olimpia (6)
- 1929:  Olimpia (7)
- 1930:  Libertad (4)
- 1931:  Olimpia (8)
- 1932: no es disputà (3)
- 1933: no es disputà (3)
- 1934: no es disputà (3)

(1) No es disputà per un cop militar.
(2) No es disputà per la guerra civil.
(3) No es disputà per la guerra del Chaco.

### Època professional
- 1935:  Cerro Porteño (5)
- 1936:  Olimpia (9)
- 1937:  Olimpia (10)
- 1938:  Olimpia (11)
- 1939:  Cerro Porteño (6)
- 1940:  Cerro Porteño (7)
- 1941:  Cerro Porteño (8)
- 1942:  Nacional (5)
- 1943:  Libertad (5)
- 1944:  Cerro Porteño (9)
- 1945:  Libertad (6)
- 1946:  Nacional (6)
- 1947:  Olimpia (12)
- 1948:  Olimpia (13)
- 1949:  Guaraní (5)
- 1950:  Cerro Porteño (10)
- 1951:  Sportivo Luqueño (1)
- 1952:  Presidente Hayes (1)
- 1953:  Sportivo Luqueño (2)
- 1954:  Cerro Porteño (11)
- 1955:  Libertad (7)
- 1956:  Olimpia (14)
- 1957:  Olimpia (15)
- 1958:  Olimpia (16)
- 1959:  Olimpia (17)
- 1960:  Olimpia (18)
- 1961:  Cerro Porteño (12)
- 1962:  Olimpia (19)
- 1963:  Cerro Porteño (13)
- 1964:  Guaraní (6)
- 1965:  Olimpia (20)
- 1966:  Cerro Porteño (14)
- 1967:  Guaraní (7)
- 1968:  Olimpia (21)
- 1969:  Guaraní (8)
- 1970:  Cerro Porteño (15)
- 1971:  Olimpia (22)
- 1972:  Cerro Porteño (16)
- 1973:  Cerro Porteño (17)
- 1974:  Cerro Porteño (18)
- 1975:  Olimpia (23)
- 1976:  Libertad (8)
- 1977:  Cerro Porteño (19)
- 1978:  Olimpia (24)
- 1979:  Olimpia (25)
- 1980:  Olimpia (26)
- 1981:  Olimpia (27)
- 1982:  Olimpia (28)
- 1983:  Olimpia (29)
- 1984:  Guaraní (9)
- 1985:  Olimpia (30)
- 1986:  Sol de América (1)
- 1987:  Cerro Porteño (20)
- 1988:  Olimpia (31)
- 1989:  Olimpia (32)
- 1990:  Cerro Porteño (21)
- 1991:  Sol de América (2)
- 1992:  Cerro Porteño (22)
- 1993:  Olimpia (33)
- 1994:  Cerro Porteño (23)
- 1995:  Olimpia (34)
- 1996:  Cerro Porteño (24)
- 1997:  Olimpia (35)
- 1998:  Olimpia (36)
- 1999:  Olimpia (37)
- 2000:  Olimpia (38)
- 2001:  Cerro Porteño (25)
- 2002:  Libertad (9)
- 2003:  Libertad (10)
- 2004:  Cerro Porteño (26)
- 2005:  Cerro Porteño (27)
- 2006:  Libertad (11)
- 2007:  Libertad (12)
- Ap. 2008:  Libertad (13)
- Cl. 2008:  Libertad (14)
- Ap. 2009:  Cerro Porteño (28)
- Cl. 2009:  Nacional (7)
- Ap. 2010:  Guaraní (10)
- Cl. 2010:  Libertad (15)
- Ap. 2011:  Nacional (8)
- Cl. 2011:  Olimpia (39)
- Ap. 2012:  Cerro Porteño (29)
- Cl. 2012:  Libertad (16)
- Ap. 2013:  Nacional (9)
- Cl. 2013:  Cerro Porteño (30)
- Ap. 2014:  Libertad (17)
- Cl. 2014:  Libertad (18)
- Ap. 2015:  Cerro Porteño (31)
- Cl. 2015:  Olimpia (40)
- Ap. 2016:  Libertad (19)
- Cl. 2016:  Guaraní (11)
- Ap. 2017:  Libertad (20)
- Cl. 2017:  Cerro Porteño (32)
- Ap. 2018:  Olimpia (41)
- Cl. 2018:  Olimpia (42)
- Ap. 2019:  Olimpia (43)
- Cl. 2019:  Olimpia (44)
- Ap. 2020:  Cerro Porteño (33)
- Cl. 2020:  Olimpia (45)
- Ap. 2021:  Libertad (21)
- Cl. 2021:  Cerro Porteño (34)
- Ap. 2022:  Libertad (22)
- Cl. 2022:  Olimpia (46)
- Ap. 2023:  Libertad (23)
- Cl. 2023:  Libertad (24)
- Ap. 2024:  Libertad (25)
- Cl. 2024:  Olimpia (47)
- Ap. 2025:  Libertad (26)

Ap. = Apertura, Cl. = Clausura